# Lukáš Masopust
Lukáš Masopust (ur. 12 lutego 1993 w Božejovie) – czeski piłkarz grający na pozycji prawego pomocnika w Slavii Praga.

## Kariera piłkarska
Swoją karierę piłkarską Masopust rozpoczął w klubie Vysočina Igława. W 2012 roku awansował do kadry pierwszej drużyny i 30 lipca 2012 zadebiutował w niej w pierwszej lidze czeskiej w zremisowanym 3:3 wyjazdowym meczu ze Slavią Praga. W Vysočinie grał do końca 2014 roku.
Na początku 2015 roku Masopust przeszedł do FK Jablonec. Swój debiut w Jabloncu zanotował 20 lutego 2015 w zwycięskim 2:1 wyjazdowym meczu z 1. FC Slovácko. W maju 2015 wystąpił w przegranym 0:2 finale Pucharu Czech z FK Mladá Boleslav. Z kolei w maju 2016 zagrał w przegranym po serii rzutów karnych finale pucharu ze Slovanem Liberec (po 120 minutach był wynik 1:1).
| Sezon   | Klub            | Kraj   | Rozgrywki | Mecze | Gole |
| ------- | --------------- | ------ | --------- | ----- | ---- |
| 2012/13 | Vysočina Igława | Czechy | 1. liga   | 29    | 1    |
| 2013/14 | Vysočina Igława | Czechy | 1. liga   | 23    | 5    |
| 2014/15 | Vysočina Igława | Czechy | 1. liga   | 3     | 1    |
| 2014/15 | FK Jablonec     | Czechy | 1. liga   | 11    | 1    |
| 2015/16 | FK Jablonec     | Czechy | 1. liga   | 26    | 5    |
| 2016/17 | FK Jablonec     | Czechy | 1. liga   | 19    | 0    |
| 2017/18 | FK Jablonec     | Czechy | 1. liga   | 25    | 4    |
| 2018/19 | FK Jablonec     | Czechy | 1. liga   | 13    | 4    |
| 2018/19 | Slavia Praga    | Czechy | 1. liga   | 12    | 4    |
| 2019/20 | Slavia Praga    | Czechy | 1. liga   | 27    | 6    |
| 2020/21 | Slavia Praga    | Czechy | 1. liga   | 26    | 2    |

## Kariera reprezentacyjna
Masopust grał w młodzieżowych reprezentacjach Czech na różnych szczeblach wiekowych. W 2015 roku wystąpił z reprezentacją U-21 na Mistrzostwach Europy U-21. W reprezentacji Czech zadebiutował 26 marca 2018 roku w wygranym 4:1 towarzyskim meczu w ramach China Cup z Chinami.